# L'Osier
 (septembre 2021).
Pour les articles homonymes, voir Osier.
L'Osier est un restaurant de cuisine française classique classé 3 étoiles au Guide Michelin, et situé à Chūō-ku, Tokyo,,, au deuxième étage de son propre bâtiment dans le quartier de Ginza.
Le chef cuisinier est Olivier Chaignon.